# Sadio Mané
Sadio Mané (* 10. April 1992 in Bambali) ist ein senegalesischer Fußballspieler. Der Stürmer steht seit Sommer 2023 in Saudi-Arabien bei al-Nassr FC unter Vertrag. 
Mit dem FC Liverpool gewann Mané die Champions League 2018/19 und die englische Meisterschaft in der Saison 2019/20. Mit der senegalesischen Nationalmannschaft wurde er als Mannschaftskapitän 2022 Afrikameister. 2019 und 2022 wurde er außerdem zu Afrikas Fußballer des Jahres gewählt. Zudem ist Mané Rekordtorschütze der senegalesischen Nationalmannschaft.

## Persönliches
Mané wuchs in Bambali auf, einem kleinen Ort in der Casamance am gleichnamigen Fluss.

## Karriere

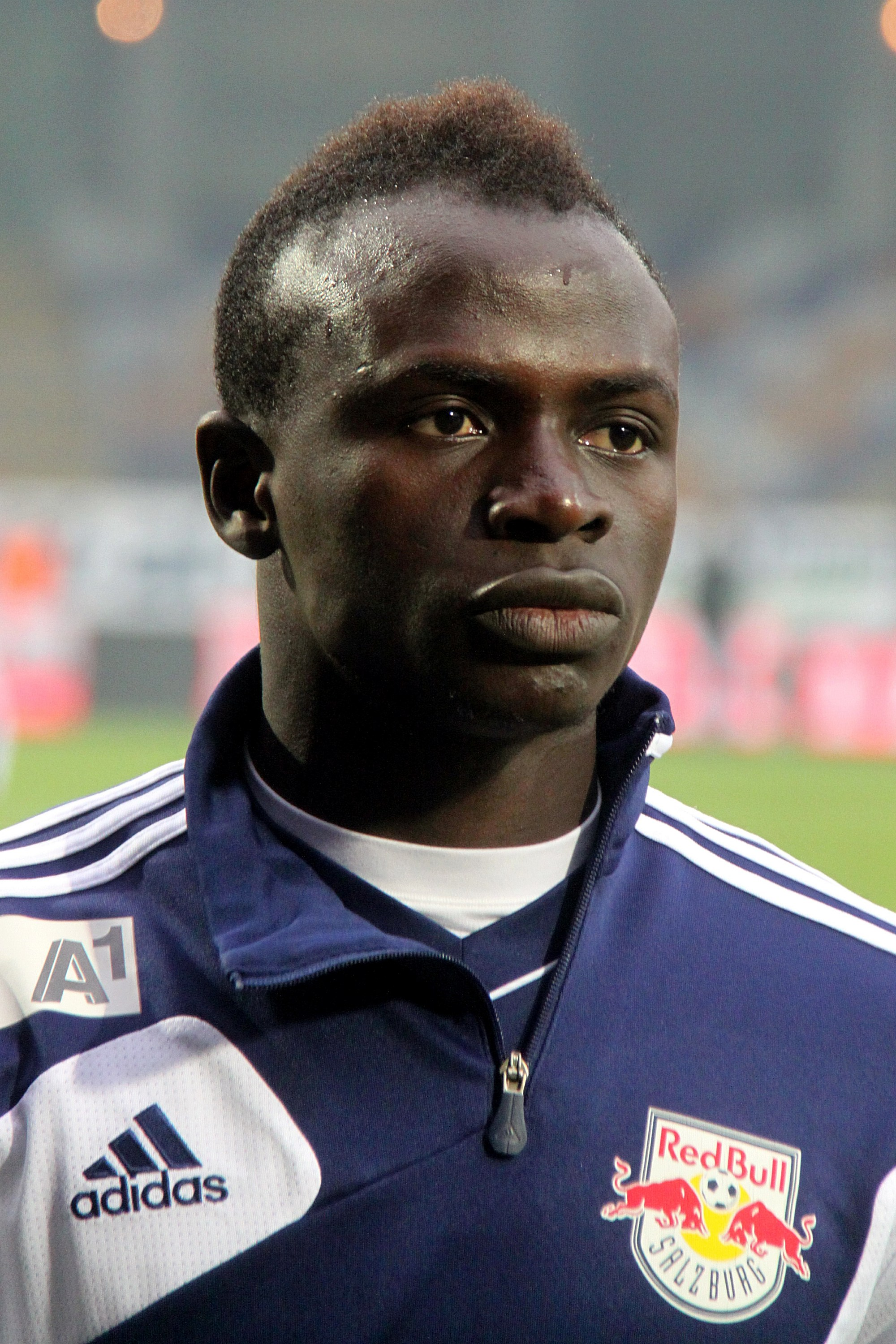
Mané in Diensten des FC Red Bull Salzburg (2013)

### Vereine

#### Anfänge im Senegal und in Frankreich, Wechsel nach Österreich
Mit 15 Jahren stellte sich der junge Mané in der Landeshauptstadt Dakar vor, wo ihn der Scout Abdou Diatta entdeckte. Folglich wechselte der Junge zu Diattas Arbeitgeber Génération Foot, der bereits zuvor spätere Nationalspieler wie Diafra Sakho oder Papiss Demba Cissé hervorgebracht hatte. Im Jahr 2011 erfolgte der Wechsel aus dem Senegal nach Frankreich zum FC Metz. Im ersten halben Jahr kam Mané vorwiegend für die Jugend und die zweite Herrenmannschaft zum Einsatz, ehe er am 14. Januar 2012 19-jährig im Heimspiel gegen den SC Bastia in der Ligue 2 debütierte. Er wurde innerhalb der nächsten Monate zum Stammspieler und schließlich nach zwei Toren sowie einer Vorlage im Sommer 2012 für vier Millionen Euro von Red Bull Salzburg verpflichtet. Bei den Österreichern wurde der Senegalese vom deutschen Trainer Roger Schmidt überwiegend auf dem linken offensiven Flügel eingesetzt, während Jonathan Soriano hauptsächlich im Sturmzentrum spielte und auf der rechten Außenbahn Georg Teigl oder Kevin Kampl aufliefen. Mit 19 Toren in seiner ersten Saison bei Salzburg wurde Mané in der klubinternen Torschützenliste Zweiter hinter Soriano, zehn weitere Tore hatte er vorbereitet. Der Flügelstürmer war an allen drei Toren beim 3:2 gegen den direkten Konkurrenten SK Sturm Graz beteiligt, beim 7:0 über die SV Mattersburg gelangen ihm drei Tore und gegen Wacker Innsbruck erzielte er in der 5. Minute der Nachspielzeit den entscheidenden Siegtreffer. Auch im Rückspiel gegen Innsbruck (Endstand 3:1) schoss Mané eins der drei Tore und bereitete die anderen beiden vor, wohingegen er gegen Admira Wacker Mödling in der Endphase eine Vorlage seines Mitspielers Alan zum spielentscheidenden 2:1 verwandelte. Im ÖFB-Cup, in dem er mit Salzburg im Halbfinale scheiterte, gelang Mané ebenfalls ein „Dreierpack“. Am Saisonende fehlten der Mannschaft aber fünf Punkte auf Austria Wien, das den Landesmeistertitel holte. Durch die Vizemeisterschaft durften die Salzburger in der Qualifikation zur Champions League starten, in der man an Fenerbahçe scheiterte. Nach zwei Siegen gegen den FK Žalgiris Vilnius qualifizierten sich Spieler und Team aber für die Gruppenphase der Europa League, die man nur mit Siegen als Erster abschloss. Bevor Salzburg im Achtelfinale gegen den FC Basel ausschied, hatte es sich in der Zwischenrunde gegen Ajax Amsterdam durchgesetzt; beim 3:1 im Rückspiel gegen die Niederländer war Mané direkt an allen drei Treffern seiner Mannschaft beteiligt gewesen. Hinter Soriano und Alan konnte der Senegalese seine Leistung aus der Vorsaison noch einmal steigern und steuerte 41 Scorerpunkte zum nationalen „Double“ aus Meisterschaft und Cupsieg bei. Eine Rotsperre verhinderte Manés Teilnahme am Endspiel des Cups gegen St. Pölten.
Vor dem Spiel für das Champions-League-Play-off Ende August 2014 gegen Malmö FF entfernte sich Mané vom Training und blieb auch darauffolgenden Terminen fern, woraufhin er von Trainer Adi Hütter aus dem Kader für das „wichtigste Spiel der Vereinsgeschichte“ gestrichen wurde. Nach einem 2:1 im Hinspiel verloren Manés Teamkollegen ohne ihn das Rückspiel in Schweden mit 0:3, woraufhin erneut die erste Champions-League-Teilnahme nach dem Einstieg des Red-Bull-Konzerns verpasst wurde. Einen Tag zuvor hatte sich der Stürmer noch mit den Worten „Ich möchte meine Teamkameraden und unsere Fans nicht im Stich lassen. Ich möchte unbedingt morgen in Malmö spielen und bin bereit noch heute einen Flug nach Malmö zu nehmen“ in einer Stellungnahme geäußert und auf ein „Missverständnis“ zwischen ihm und Salzburgs Sportdirektor Ralf Rangnick hingewiesen. Aber bereits im Juli desselben Jahres war der Spieler beispielsweise unentschuldigt einem Fanclubturnier ferngeblieben, bei dem eine Teilnahme des gesamten Kaders vorgesehen war. Sowohl Rangnick wie auch die Medien mutmaßten anschließend, Mané würde einen Wechsel forcieren wollen.

#### Etablierung in der Premier League
Letztendlich wechselte der Senegalese am 1. September 2014, dem letzten Tag der Sommertransferperiode, in die englische Premier League zum FC Southampton, wo er einen Vierjahresvertrag unterschrieb. Zuvor sollen sich unter anderem Borussia Dortmund und Spartak Moskau um eine Verpflichtung bemüht haben. Mit 11,8 Millionen Britischen Pfund (etwa 15 Millionen Euro) war der Transfer in letzter Minute gleichzeitig auch der bis dato höchstdotierte der österreichischen Bundesliga. Mané spielte in seiner ersten Saison auf beiden Flügeln und manches Mal als hängende Spitze, zehn Toren standen letztendlich fünf Assists gegenüber. Am vorletzten Ligaspieltag erzielte Mané beim 6:1 gegen Aston Villa in weniger als drei Minuten den bis dahin schnellsten und frühesten Hattrick der Premier-League-Geschichte. Er folgte hiermit auf den ehemaligen Liverpooler Robbie Fowler, der 21 Jahre lang der Rekordhalter gewesen war. Durch das Erreichen des 7. Tabellenplatzes bestritt der Afrikaner nun mit Southampton die Qualifikationsspiele zur Europa League, im Rahmen derer man sich gegen Vitesse Arnheim durchsetzte und dann am FC Midtjylland scheiterte. Noch vor Mittelstürmer Graziano Pellè war Mané am Saisonende der beste Scorer der Mannschaft und leistete erneut spielentscheidende Torbeteiligungen. In der Saisonendphase schoss der Angreifer innerhalb von 40 Minuten drei Tore, als Manchester City mit 4:2 besiegt wurde. Auch gegen den FC Liverpool, der nun von Jürgen Klopp trainiert wurde, welcher Mané bereits zuvor als Übungsleiter Borussia Dortmunds hatte verpflichten wollen, spielte sich Mané jeweils in den Fokus. Beim Stand von 0:1 verwandelte er eine per Kopf gegebene Vorlage seines Teamkollegen Gastón Ramírez mit dem Fuß zum Ausgleich, beim 3:2 am 31. Spieltag war er hingegen mit zwei Treffern anteilig für den Sieg verantwortlich. In der Liga wurde Mané mit den „Saints“ Sechster und hätte so mit diesen sogar direkt an der Europa-League-Gruppenphase teilnehmen können.

#### Europäischer Spitzenfußball in Liverpool

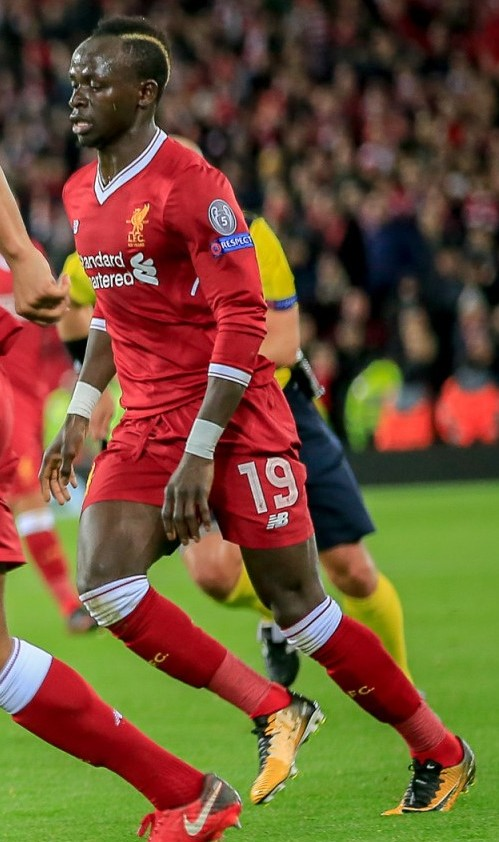
Mané im Trikot von Liverpool

Am 28. Juni 2016 verpflichtete ihn aber dann der FC Liverpool, den zuvor die Angreifer Christian Benteke und Jordon Ibe verlassen hatten. Mané startete mit dem Team vergleichsweise gut in die Spielzeit und blieb mit ihm zwischen dem 3. und dem 13. Spieltag ohne Niederlage. Innerhalb der Hinrunde gelangen ihm 13 direkte Torbeteiligungen auf dem rechten Flügel als Gegenpart zu Philippe Coutinho auf Links und die Sicherung des zweiten Platzes hinter Tabellenführer Chelsea. Im neuen Jahr schoss der Senegalese beim 3:1 über den direkten Konkurrenten Arsenal ein Tor und bereitete ein zweites vor, gegen den Wettbewerber Tottenham schoss Mané beim 2:0 beide Tore selbst. Eine am 30. Spieltag gegen den FC Everton zugezogene Knieverletzung setzte ihn dann für den Rest der Saison außer Gefecht, trotz allem landete er in der mannschaftsinternen Scorerliste mit 21 Punkten auf dem zweiten Rang hinter Coutinho (23 Punkte). Im Anschluss an die Saison wechselte Coutinho zum FC Barcelona und der Mittelstürmer Divock Origi wurde nach Deutschland verliehen, wohingegen man aus Rom den ägyptischen Flügelstürmer Mohamed Salah verpflichtete. Salah verblieb wie bei der Roma auf der rechten Außenbahn, woraufhin Mané auf die linke Seite wechselte. Dieser schoss an den ersten drei Spieltagen jeweils ein Tor und wurde nach einer roten Karte am 4. Spieltag für zwei Partien gesperrt. In der Champions League hatte der Flügelstürmer einen nicht unerheblichen Anteil am Erreichen des Endspiels. Im Achtelfinale schaltete man den FC Porto aus, den man zuerst mit 5:0 besiegte (drei Tore schoss Mané), wonach im Rückspiel ein torloses Remis zum Weiterkommen reichte. Im Viertelfinale gelang Mané ein weiterer Treffer gegen den Ligakonkurrenten Manchester City und auch im Endspiel war er vor dem gegnerischen Tor erfolgreich; in diesem unterlag man aber Real Madrid mit 1:3. Bereits vor der Halbzeitpause hatte sein Sturmpartner Salah aufgrund einer bei einem Zweikampf mit Sergio Ramos zugezogenen Schulterverletzung das Feld verlassen müssen.
In der Folgesaison gelang dann den beiden afrikanischen Flügelspielern und ihren Teamkameraden der Triumph im Endspiel der „Königsklasse“. Einem 0:0 zuhause gegen den FC Bayern München folgte ein 3:1 in der bayerischen Landeshauptstadt, bei dem Mané im Rahmen des Achtelfinales zweimal Keeper Manuel Neuer überwand. Auch im Viertelfinale war der Senegalese direkt an zwei Treffern beteiligt, als wie bereits im letzten Jahr Porto aus dem Wettbewerb geworfen wurde. Fortan traf Mané im Wettbewerb nicht mehr, nach einem 0:3 gegen Barcelona gewann Liverpool das Rückspiel schließlich durch je zwei Tore von Divock Origi und Georginio Wijnaldum mit 4:0. Im rein englischen Finale leitete Mané bereits nach zwei Minuten die Führung ein, als er seinen Gegenspieler Moussa Sissoko zu einem Handspiel nötigte, woraufhin Mohamed Salah den fälligen Handelfmeter verwandelte. Damit gewann Mané mit dem FC Liverpool die Champions-League. In der Premier League erzielte der Angreifer sechs „Doppelpacks“ und wurde mit der Mannschaft wie im Vorjahr Vizemeister hinter Manchester City, diesmal jedoch nur mit einem Zähler Rückstand und einer verlorenen Partie, ausgerechnet gegen die Citizens.
Als Titelverteidiger schieden die Reds in der folgenden Champions-League-Saison bereits im Achtelfinale aus, in welchem beide Partien gegen Atlético Madrid verloren gingen. Dafür gewann man den UEFA Super Cup im Duell mit dem Europa-League-Sieger Chelsea im Elfmeterschießen, nachdem es nach Ende der Verlängerung 2:2 gestanden war (beide Tore schoss Mané). Nach Erfolgen über den CF Monterrey und Flamengo Rio de Janeiro sicherte sich Liverpool auch die FIFA-Klub-Weltmeisterschaft; im Endspiel gegen die Brasilianer legte der Senegalese in der Verlängerung den einzigen Treffer der Partie durch Roberto Firmino auf. In der heimischen Liga brachte der spätere Absteiger FC Watford dem Vorjahresvizemeister die erste Niederlage bei, dieser stand am Saisonende dann letztendlich mit 99 Zählern auf dem ersten Rang und wurde erstmals seit 30 Jahren wieder englischer Meister. Auf dem Weg dorthin war Mané gegen seinen alten Klub Southampton (ein Tor, eine Vorlage), gegen Newcastle United (zwei Treffer beim 3:1), Aston Villa (zwei Scorerpunkte, Endstand 2:1) oder die Wolverhampton Wanderers und Norwich City (jeweils die einzigen Treffer) an wichtigen Toren beteiligt.
In den folgenden zwei Spielzeiten gewann Mané mit dem FC Liverpool noch den FA- sowie den EFL-Cup und stand mit ihm ein drittes Mal im Endspiel der Champions League. In Letzterem unterlag man erneut Real Madrid. Bei der Wahl zum Ballon d’Or 2022 erreichte er hinter Karim Benzema den 2. Platz.

#### Höhen und Tiefen beim FC Bayern München
Zur Saison 2022/23 wechselte Mané zum deutschen Rekordmeister FC Bayern München und unterschrieb einen bis 2025 laufenden Vertrag. Zuvor hatte Mittelstürmer Robert Lewandowski, acht Jahre lang der effektivste Torschütze des Vereins, den Verein verlassen. Gleich in seinem ersten Saisonspiel mit den Münchnern spielte Mané durch. Beim 5:3 gegen den amtierenden Pokalsieger RB Leipzig im Spiel um den DFL-Supercup traf er zum zwischenzeitlichen 2:0. Unter den Trainern Julian Nagelsmann und Thomas Tuchel stand Mané häufiger in der Startelf, war aber nie unangefochtene Stammkraft. Als statistisch gesehen fünftbester Offensivspieler des Teams sammelte der Senegalese 18 Scorerpunkte und somit genauso viele wie etwa der defensive Mittelfeldspieler Joshua Kimmich. Mané spielte auf verschiedenen Positionen, am häufigsten jedoch als Mittelstürmer. Er ragte einzig beim 6:2 über Mainz 05 heraus, als er an drei der Tore direkt beteiligt war und vom kicker als „Spieler des Spiels“ die Note 1,5 erhielt. Bei den Niederlagen gegen Augsburg und Bayer 04 Leverkusen blieb Mané jeweils ohne nennenswerte Aktionen und wurde vom Fachmagazin neben weiteren Teamkollegen mit einer 5 benotet. Während der Angreifer nach Abschluss der Rückrunde, die für den FC Bayern und seinen Spieler mit dem Meistertitel endete, nicht mehr in die Rangliste des deutschen Fußballs gewählt wurde, war ihm diese Ehre im Winter noch zuteilgeworden. Der kicker hatte seine Leistungen als Flügelspieler bewertet und festgehalten, Mané wäre „[...] durch ungewöhnliche technische Unsauberkeiten bei der Ballan- und -mitnahme“ aufgefallen und hielte sich „zu oft im Abseits“ auf. Im Gegensatz zu seinen Teamkollegen Leroy Sané (Rang 1) sowie Serge Gnabry (Platz 3), die als Weltklasse eingestuft wurden, wurde Mané auf dem sechsten Platz die nationale Klasse zugesprochen. In der Champions League schoss der Senegalese drei Tore und bereitete ein weiteres vor, scheiterte mit der Mannschaft im Viertelfinale am späteren Turniersieger Manchester City. Nach der 0:3-Niederlage im Hinspiel gegen die Engländer hatte Mané seinen Mitspieler Sané ins Gesicht geschlagen und wurde anschließend für ein Spiel suspendiert. Zudem erhielt er eine Geldstrafe. Neun weitere Pflichtspiele verpasste der Neuzugang aufgrund einer Entzündung in der Wade, die ihn auch um die Teilnahme an der Weltmeisterschaft in Katar brachte.
Im Anschluss an die Saison kritisierten mehrere Medien – darunter der kicker, die tz, die Abendzeitung, die Süddeutsche Zeitung und 90min – die „schwachen Leistungen“ des Spielers. Sie machten darüber hinaus neben der Wadenverletzung auch dessen Stand im Team nach der Auseinandersetzung mit seinem Mitspieler Sané als Gründe für eine Rückrunde aus, in deren Endphase Mané einmal fünf sowie einmal vier Minuten spielen durfte und in der finalen Partie, in der es für die Münchner noch um die Meisterschale ging, schließlich gar nicht mehr eingesetzt wurde.

#### Wechsel nach Saudi-Arabien
Zur Saison 2023/24 wechselte Mané in die saudi-arabische Professional League zum al-Nassr FC. Dieser hatte zuvor bereits andere Spieler aus europäischen Ligen wie Cristiano Ronaldo, Aymeric Laporte und Marcelo Brozović verpflichtet. Hinter Ronaldo war Mané nach Saisonabschluss der zweitbeste Scorer der Mannschaft mit 30 Punkten, sowohl in den beiden nationalen Pokalwettbewerben wie auch in der Meisterschaft musste man sich aber al-Hilal geschlagen geben.

### Nationalmannschaft

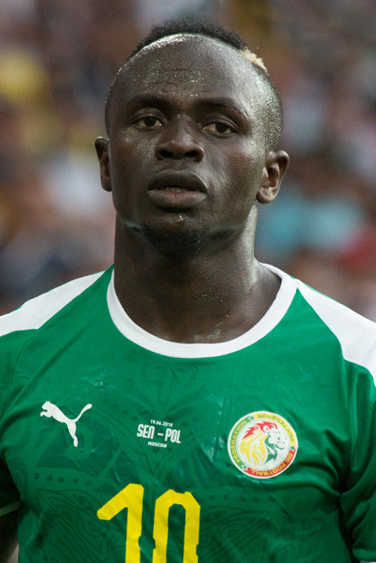
Sadio Mané bei der WM 2018

Sadio Mané debütierte am 25. Mai 2012 im Spiel gegen Marokko für die Nationalmannschaft Senegals. Sein erstes Tor erzielte er im Juni 2012 gegen Liberia. Er nahm mit dem Senegal an den Olympischen Sommerspielen 2012 in London teil und kam dabei viermal zum Einsatz. Bei der Afrikameisterschaft 2015 wurde Mané für den senegalesischen Kader berufen und kam auf zwei Einsätze, als sein Team letztendlich mit 4 Punkten aus dem Turnier ausschied. Zwei Jahre später, bei der Afrikameisterschaft 2017, wurde er erneut für den Kader berufen; Mané erzielte in den ersten beiden Gruppenspielen gegen Tunesien und Simbabwe jeweils ein Tor. Im Viertelfinale, beim 0:0 n. V. gegen Kamerun, ging es ins Elfmeterschießen; Mané verschoss den letzten und entscheidenden Elfmeter, sodass der Senegal ausschied. Bei der Fußball-Weltmeisterschaft 2018 gehörte er zum senegalesischen Aufgebot. Dort führte Mané sein Team im ersten und zweiten Gruppenspiel als Kapitän aufs Feld. Im zweiten Gruppenspiel, dem 2:2 gegen Japan, traf er zum zwischenzeitlichen 1:0.
Beim Afrika-Cup 2019 in Ägypten gehörte Mané als wichtigster Spieler zum senegalesischen Aufgebot. Im letzten Gruppenspiel, beim 3:0-Sieg gegen Kenia, erzielte er zwei Treffer. Beim Achtelfinalspiel gegen Uganda, welches mit einem 1:0-Sieg endete, traf Mané erneut. Beim Viertelfinalspiel gegen Benin gab er die Vorlage zum 1:0-Endstand.
Mit drei Treffern im Turnierverlauf trug Mané als bester Torschütze seines Teams wesentlich bei zum Erreichen des Finales der Afrikameisterschaft 2022 und damit zum Titelgewinn gegen die Ägyptische Mannschaft. Beim 3:1-Sieg in der Qualifikation zum Afrika-Cup 2024 gegen Benin erzielte er alle drei Treffer für sein Team und wurde somit zum Rekordtorschützen seines Landes (31 Treffer in 91 Spielen).

## Titel und Auszeichnungen

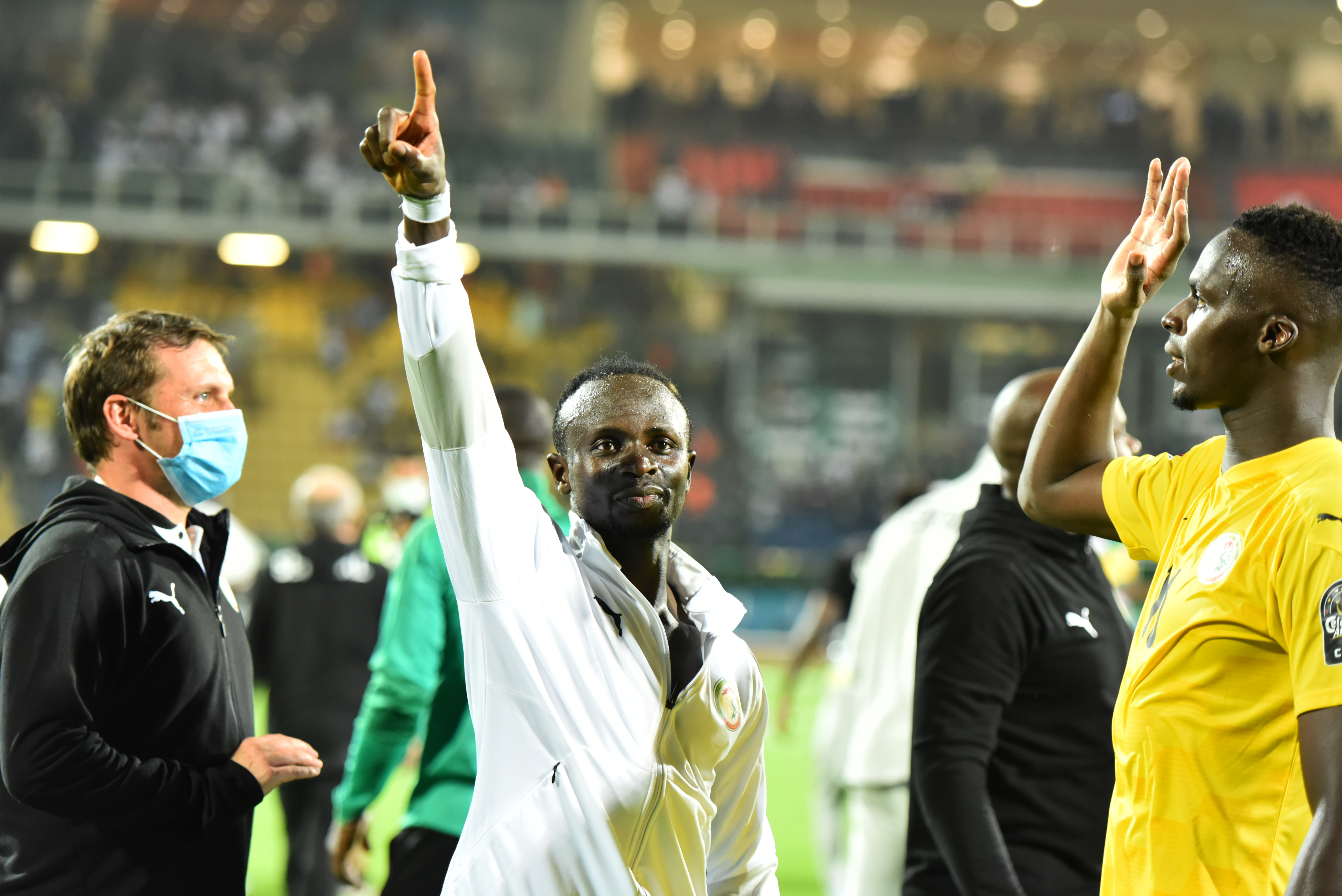
Sadio Mané nach dem Gewinn des Afrika-Cups 2022

### Nationalmannschaft
- Afrika-Cup-Sieger: 2022

### Vereine
International
- Champions-League-Sieger: 2019 (FC Liverpool)
- Klub-Weltmeister: 2019 (FC Liverpool)
- UEFA-Super-Cupsieger: 2019 (FC Liverpool)

Österreich
- Meister: 2014 (FC Red Bull Salzburg)
- Pokalsieger: 2014 (FC Red Bull Salzburg)

England
- Meister: 2020 (FC Liverpool)
- Pokalsieger: 2022 (FC Liverpool)
- Ligapokalsieger: 2022  (FC Liverpool)

Deutschland
- Meister: 2023 (FC Bayern München)
- Supercupsieger: 2022 (FC Bayern München)

### Persönliche Auszeichnungen
- Nominierung für den Ballon d’Or: 2017 (23. Platz), 2018 (22.), 2019 (4.), 2022 (2.)
- Torschützenkönig der Premier League: 2019 (22 Tore)
- Aufnahme ins PFA Team of the Year: 2016/17 (Premier League), 2018/19 (Premier League), 2019/20 (Premier League), 2021/22 (Premier League)
- Afrikas Fußballer des Jahres: 2019, 2022[26]
- Aufnahme ins UEFA Team of the Year: 2019
- Onze d’or: 2018/2019

## Privates
- Mané ist gläubiger Muslim und praktiziert häufig Duʿā' vor Beginn eines Spiels.[27] Er führte seine Karriere als Fußballer fort, obwohl es ihm sein Vater verbot.[28] Seine Idole sind Ronaldinho und El Hadji Diouf.[29] Er war einer der schnellsten Fußballspieler in der Premier League mit einem Geschwindigkeitsrekord von 34,84 km/h.[30]

- Er stellte seinem Heimatdorf Bambali einen Scheck im Wert von 230.000 Euro zur Verfügung, um den Bau einer weiterführenden Schule zu finanzieren.[31]

- Im Januar 2024 heiratete er im Senegal seine 18-jährige Freundin Aïssatou „Aïcha“ Tamba. Wie Mané spricht auch sie Mandinka.[32][33]
- Mané ist Angehöriger der Balanta-Ethnie.[34]
- Sein Cousin Lamine Touré ist ebenfalls Fußballspieler.[35]